# Guerra de sucesión española en el Reino de Valencia

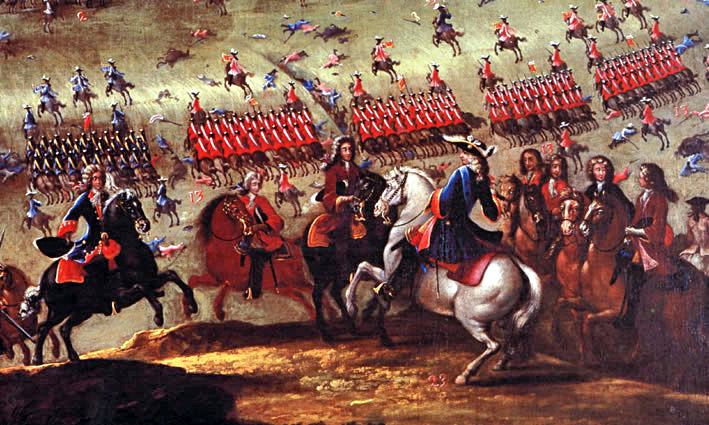
Detalle de La batalla de Almansa, óleo de Buonaventura Ligli, Museo del Prado.

La guerra de sucesión española en el Reino de Valencia es el relato de lo sucedido en el Reino de Valencia durante la guerra de sucesión española, donde en 1705 se produjo una insurrección en favor del archiduque Carlos que fue proclamado como rey, como en el resto de los estados de la Corona de Aragón, con el título de «Carlos III de España». Sin embargo, el dominio austracista, como en el Reino de Aragón, duró apenas dos años como consecuencia de la derrota de las fuerzas aliadas en la batalla de Almansa del 25 de abril de 1707. Como castigo por su rebelión el rey Felipe V promulgó dos meses después el Decreto de Nueva Planta que abolió las leyes e instituciones propias del Reino de Valencia, lo que supuso, en palabras de la historiadora Carme Pérez Aparicio «el golpe de gracia para el Reino de Valencia», convertido a partir de entonces, por «la imposición de una ley y una administración hasta entonces extranjera» —de nuevo en palabras de Carme Pérez Aparicio—, en una provincia del Reino de España.

## La guerra de sucesión española

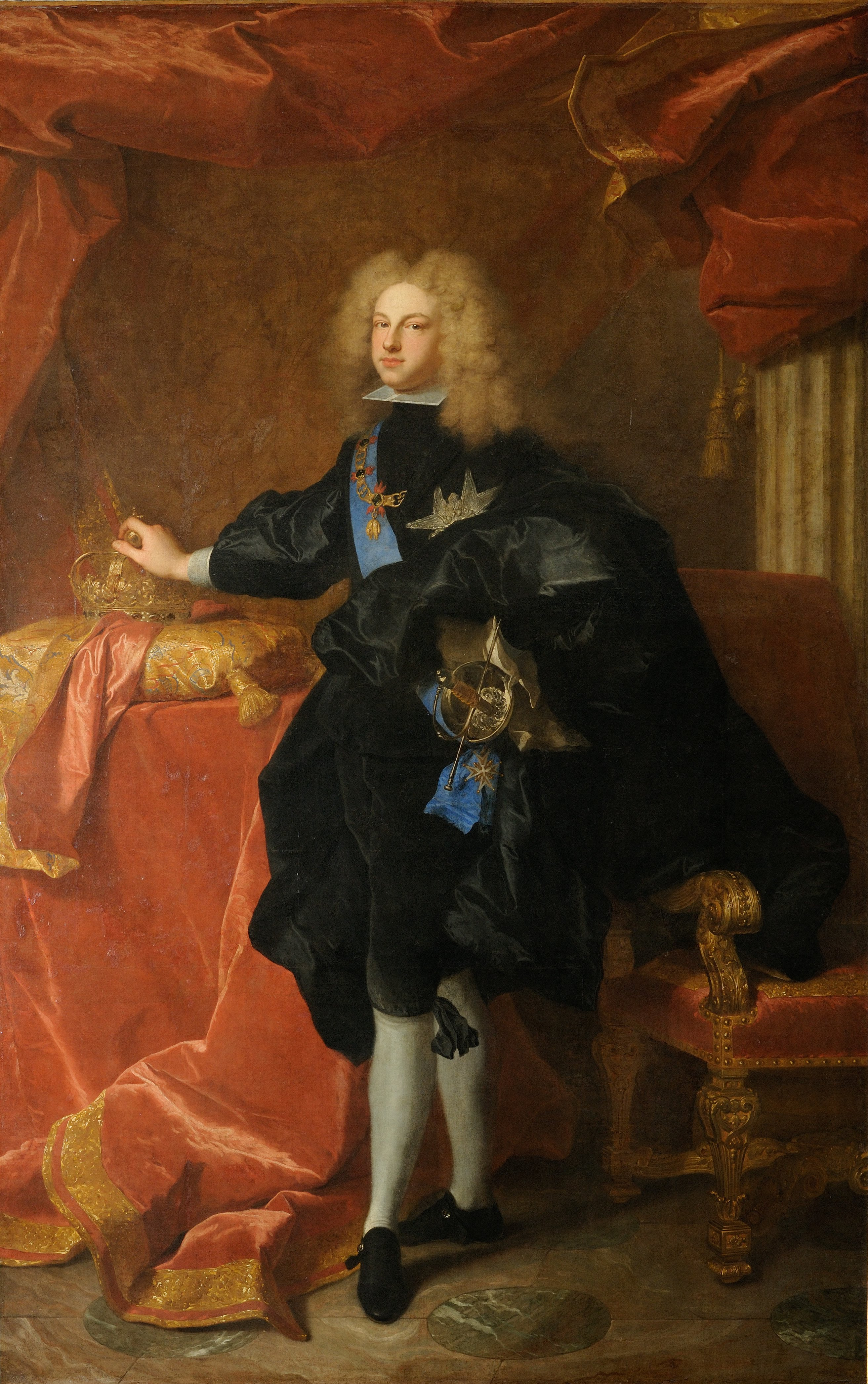
Felipe de Borbón, duque de Anjou, en 1701

El 1 de noviembre de 1700 muere el «Rey Católico» Carlos II de España, sin descendencia. En su testamento, dictado unas semanas antes, nombra como su sucesor a Felipe de Borbón, duque de Anjou y nieto de Luis XIV de Francia, «Rey Cristianísimo» de la Monarquía Francesa, descartando al otro candidato, el archiduque Carlos, segundo hijo del emperador Leopoldo I de Habsburgo. Una solución de compromiso, consistente en el reconocimiento del príncipe José Fernando de Baviera como heredero, se había frustrado por la prematura muerte de este el año anterior.
Felipe V, de diecisiete años de edad, llega a Madrid el 18 de febrero de 1701 acompañado de una cohorte de consejeros franceses que su abuelo, Luis XIV, le había proporcionado, y donde es proclamado solemnemente como rey de Castilla. Poco después jura los fueros de Aragón en Zaragoza, siendo proclamado rey de Aragón, y a continuación es proclamado en Barcelona como nuevo conde de Barcelona por las Cortes catalanas tras jurar las Constitucions.
Pero en el mismo mes de febrero en que llegó a Madrid, se ratifican en París los derechos de Felipe al trono francés, contraviniendo así el testamento de Carlos II, que prohibía la unión de las dos Coronas en una misma persona. Este hecho junto con la creciente injerencia de Francia en los asuntos de la Monarquía Hispánica y de su imperio, da nacimiento a una «Gran Alianza», constituida en septiembre de 1701 en La Haya e integrada por el Imperio, el Reino de Inglaterra y las Provincias Unidas —a la que más tarde se sumarán el Reino de Portugal, el Ducado de Saboya y el Reino de Prusia—, para evitar que Luis XIV, con el apoyo de su nuevo aliado, rompa el «equilibrio europeo». Estalla así la guerra por la sucesión de la corona de Carlos II, que en realidad es una lucha por la hegemonía en Europa —de hecho las primeras batallas se libran en Italia y en los Países Bajos, mientras la península ibérica permanece en paz—. En septiembre de 1703 el emperador Leopoldo I hace coronar en Viena a su hijo, el archiduque Carlos de Austria, como rey de España con el nombre de Carlos III.
En 1704 los «aliados» ponen en marcha una doble estrategia: utilizar Portugal como base de operaciones para conquistar Madrid —Carlos III se traslada a Lisboa— y alentar la rebelión de los partidarios «austracistas» de los estados de la Corona de Aragón mediante la presencia de una poderosa armada anglo-holandesa en el Mediterráneo —flota que se apodera, el 2 de agosto de 1704, de Gibraltar, que se revelará como un importante punto estratégico para controlar la navegación entre el Mediterráneo y el Atlántico—. Así, en 1705 un ejército aliado desembarca en el Reino de Valencia, primero, y en el Principado de Cataluña, después, y a finales de año el archiduque Carlos es reconocido como su rey en ambos estados —el nuevo Carlos III instala su corte en Barcelona—. Lo mismo hacen poco después el Reino de Aragón y el Reino de Mallorca. Y casi al mismo tiempo, en 1706, un ejército aliado alcanza Madrid desde Portugal y Carlos III entra en la ciudad por primera vez, donde recibe la adhesión de no pocos nobles y funcionarios. Sin embargo, la mayoría de Castilla se mantiene fiel a Felipe V y Carlos III tiene que abandonar la capital.

## La insurrección austracista del Reino de Valencia
Cuando comienza la Guerra de Sucesión, el Reino de Valencia permanece fiel a Felipe V y colabora en la defensa de la Monarquía. De hecho la ciudad de Valencia y la Generalidad Valenciana armaron a su costa un tercio de 600 hombres que pusieron a disposición del rey, pero este los envió a Cádiz para defenderla de los ataques de la flota angloholandesa, dejando desguarnecido el reino, lo que facilitará el triunfo de la insurrección austracista de 1705.

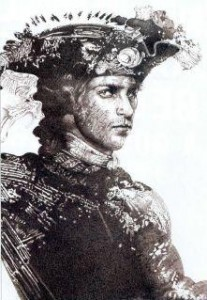
Juan Bautista Basset y Ramos, general austracista y líder de los maulets.

En 1703 hizo acto de presencia por primera vez la flota angloholandesa en las costas valencianas al mando del almirante Schovell siendo recibida calurosamente en Altea, en la comarca de la Marina. Al año siguiente se presentó de nuevo la flota que se dirigía a Barcelona para desembarcar tropas aliadas que apoyaran la insurrección austracista catalana, que finalmente no se produjo. Otra de las misiones de la flota mandada por el almirante inglés George Rooke y por el príncipe de Hesse-Darmstadt era desembarcar en la comarca de la Marina agentes austracistas con la misión de contactar y organizar a los partidarios del Archiduque. En esta labor propagandística y de agitación destacó Joan Baptista Basset, un militar valenciano que había estado al servicio de Carlos II y del emperador austríaco, que supo aprovechar el malestar campesino de las comarcas centrales valencianas —que se había manifestado diez años antes en la Segunda Germanía de 1693— prometiendo el fin del pago de los odiados derechos señoriales si apoyaban la causa del Archiduque. Otra de las promesas de Basset fue que algunas poblaciones dejaran de ser de señorío para pasar a ser villas de realengo bajo la jurisdicción directa del rey. Así Basset encabezó el sector más radical de los austracistas, cuyos miembros serían conocidos con el nombre de maulets. La mayoría de sus integrantes eran campesinos que anteponían a la causa dinástica la lucha antiseñorial —lo que provocaría que la mayor parte de la nobleza valenciana se alineara del lado borbónico, recibiendo el nombre de botiflers—. Por otro lado, los agentes austracistas llevaban una carta firmada por el Archiduque en la que exhortaba a los valencianos a luchar por «rescatar su patria de la servidumbre a que se ve reducida», pero en ella no se hacía referencia a ninguna promesa de exención del pago de los derechos señoriales.
Cuando en agosto de 1705 la flota anglo-holandesa se presentó por tercera vez ante las costas valencianas —se dirigía de nuevo a Barcelona con el propio Archiduque a bordo para encabezar la rebelión austracista que se había extendido en Cataluña en cumplimiento del Pacto de Génova y que en octubre acabaría triunfando— tropas aliadas desembarcaron en Altea el día 10, después de un intento fallido de tomar el puerto de Alicante, y dos días después los campesinos alzados en armas por Joan Baptista Basset tomaban Denia y proclamaban allí al archiduque Carlos como rey con el título de «Carlos III».
Ante las noticias que llegaban de la Marina el virrey de Valencia el marqués de Villagarcía pidió a Felipe V el envío de tropas, pero este consideró prioritaria la defensa de Cataluña, donde se acababa de producir el desembarco aliado, y solo envió un pequeño regimiento integrado únicamente por catalanes al mando de Rafael Nebot. Un duro golpe para la causa felipista fue la toma de Tortosa a finales de septiembre por la flota aliada, lo que facilitó que surgiera un segundo foco austracista en el norte del reino, en Vinaroz, aunque el golpe definitivo fue que el regimiento de Nebot se uniera a las fuerzas comandadas por Basset. Así fueron ocupando sucesivamente Oliva, Gandía, Játiva y Alcira, lo que les dejó libre el camino hacia Valencia. Esta se rindió finalmente, sin apenas resistencia, el 16 de diciembre de 1705, no sin antes haber huido de ella las autoridades reales y los felipistas más destacados —dos meses antes Barcelona también había sido tomada por los austracistas—. Según la historiadora Carme Pérez Aparicio, la reacción de los habitantes de Valencia ante la llegada del ejército comandado por Basset y Nebot fue de «una alegría indescriptible. Desde que tuvieron noticias de la llegada de los austracistas el pueblo se amotinó y exigió la entrega de la ciudad. Compañías armadas de los gremios, que habían sido distribuidas por las murallas en previsión de posibles contingencias, no usaron las armas ya que, según [el cronista felipista] Miñana, la mayor parte eran partidarios del archiduque y su intervención se limitó a aplaudir la entrada de Basset y de Nebot. [...] Los presos, entre los que había partidarios del archiduque, se amotinaron y fueron excarcelados, mientras se encendían hogueras durante toda la noche por la ciudad como señal de alegría».
La ciudad de Alicante cayó en manos austracistas unos meses después, el 7 de septiembre de 1706, por lo que al final de ese año todo el Reino de Valencia estaba en manos de los austracistas, a excepción de Peñíscola y la Hoya de Castalla.

### Los factores que explican el triunfo del austracismo
¿Por qué el Reino de Valencia pasó de la aceptación de Felipe V a la adhesión al archiduque Carlos, aunque hubiera sectores importantes que se mantuvieron fieles a la causa borbónica? Tradicionalmente se ha respondido a esta pregunta aludiendo al supuesto temor que se tenía en Valencia a que Felipe V, siguiendo la tradición «centralista» de la monarquía francesa, quisiera acabar con las leyes e instituciones propias, frente al archiduque Carlos que, siguiendo la tradición «pactista» de los Habsburgo, las respetaría. Sin embargo, algunos historiadores han señalado otros dos factores: el primero, la existencia de un sentimiento antifrancés debido a la rivalidad, que venía de muy atrás, entre Francia y la Corona de Aragón, y que se había visto agravada por las guerras sostenidas en el último tercio del siglo XVII, que culminaron con el feroz bombardeo de Alicante de 1691 —que fue seguido de motines populares contra los franceses residentes en el Reino— y por las ventajas concedidas por Felipe V a los comerciantes galos, que prácticamente monopolizaron el comercio valenciano y que permitieron la entrada de productos franceses que competían con la producción propia, especialmente los textiles de seda —y la consiguiente prohibición de comerciar con Inglaterra y Holanda, lo que perjudicaba la exportación de productos valencianos, como almendras, pasas, vino y lana—; el segundo, el conflicto antiseñorial de 1693 en las comarcas centrales del reino conocido como la Segunda Germanía, que fue utilizado hábilmente por Basset en favor de la causa austracista cuando ofreció la abolición de los derechos señoriales si los campesinos se alzaban en apoyo del Archiduque.
Sin embargo, según el historiador Enrique Giménez López, estos factores no explican suficientemente la insurrección austracista en el reino. «La causa que, a nuestro criterio —afirma Giménez López—, provocó que estos sentimientos difusos [antiborbónico, antifrancés y antiseñorial] cristalizaran en un movimiento a favor del Archiduque fue la exhibición de fuerza que las potencias favorables a Don Carlos hicieron en la costa valenciana entre 1703 y 1705».
Por su parte el historiador Antoni Furió, coincide con Giménez López, en señalar que «la indefensión militar [del reino] a causa de la falta de tropas, hizo posible el avance del ejército aliado y, con él, el éxito inicial de la causa austracista». Pero también ha destacado que en algunos casos «fueron las rivalidades políticas locales, la lucha entre las diversas facciones de la oligarquía municipal, las que determinaron la afiliación a un bando o a otro. Sin excluir tampoco los avatares de la guerra, que decantaban a los indecisos del lado de los vencedores, o el temor que provocaba la proximidad de unas tropas u otras».

## La división del austracismo
La primera fase de la guerra estuvo dominada por el radicalismo antiseñorial de Basset y sus seguidores —los maulets—. «Eximió a los vasallos del pago de los derechos señoriales, concedió amplias exenciones fiscales y persiguió a la nobleza felipista y a los comerciantes franceses, cuyos bienes fueron confiscados y vendidos». Estas medidas también fueron debidas a la presión popular porque el 28 de diciembre de 1705 se inició un motín contra los franceses y contra los botiflers, que incluyó al arzobispo Antoni Folch de Cardona por haber acogido a destacados felipistas en su palacio. Durante los tres días siguientes la revuelta continuó, por lo que un gran número de felipistas abandonaron la ciudad.
La política de Basset de conceder exenciones fiscales creó un grave problema a la hacienda de la ciudad de Valencia ya que una de sus fuentes principales de ingresos eran las tasas que se cobraban por las mercancías y los alimentos que se introducían en la ciudad, y que ahora no se pagaban por la falta de controles en las puertas de la muralla, además de hacer más difícil la vigilancia sobre los productos sobre cuya venta la ciudad detentaba el monopolio: el trigo, la carne y el tabaco. Tampoco tuvo éxito Basset en su defensa de la ciudad frente al asedio del ejército borbónico, porque fracasó el intento de poner fin al sitio saliendo de la ciudad al frente de un pequeño ejército para sorprender al enemigo en la localidad cercana de Burjasot.

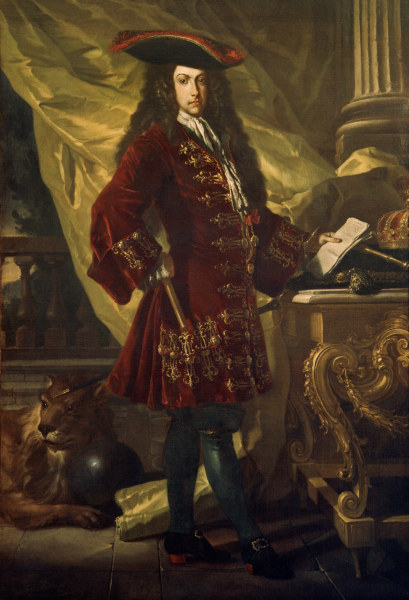
Carlos III de Habsburgo en 1707

Estos fracasos de Basset sumados a que su política en favor de las clases populares perjudicaba también a la nobleza que se había decantado por el bando austracista —una minoría de este estamento, ya que la mayor parte de los nobles, así como del alto clero, se había mantenido fiel a Felipe V —, y que esta presionó al rey Carlos III el Archiduque para que destituyera a Basset hizo que aquel nombrara el 23 de enero de 1706 como virrey de Valencia a una persona más moderada, el conde de Cardona, quien dos semanas después, el 4 de febrero, entraba en Valencia acompañado de un ejército de 1.800 hombres al mando de Lord Peterborough. 

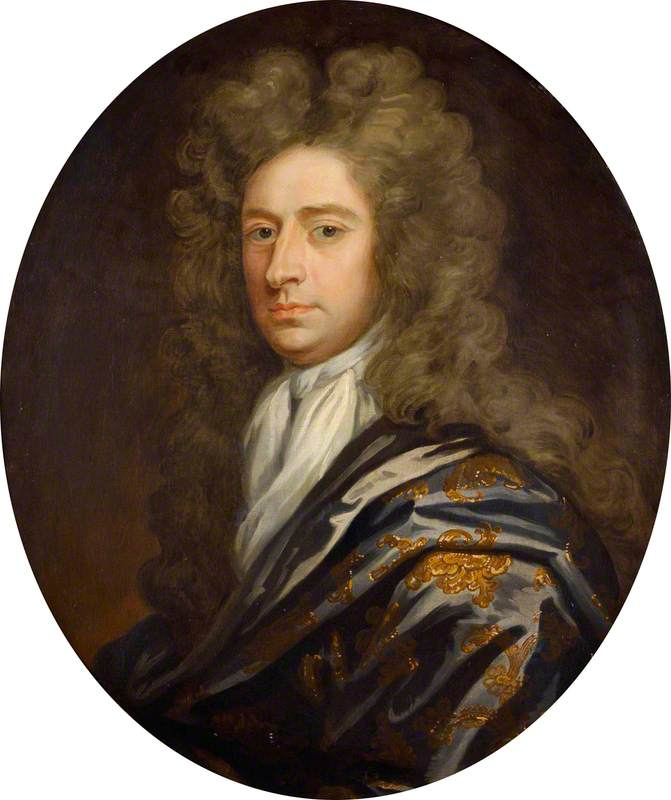
conde de Petersborough

. Inmediatamente los presos felipistas fueron puestos en libertad —y autorizados a abandonar la ciudad—, las medidas de Basset en favor de las clases populares fueron suspendidas y se concedió una mayor participación a la nobleza austracista en el gobierno del reino. Al mismo tiempo los colaboradores de Basset, todos ellos de extracción popular, fueron detenidos acusados de malversación de los fondos obtenidos en las subastas de los bienes confiscados a los comerciantes franceses y a la nobleza felipista, y finalmente el propio Basset también fue detenido a finales de junio de 1706, iniciando a partir de entonces un penoso peregrinaje por las prisiones de Játiva, Denia, Tortosa y Lérida. Cuando se conoció la detención de Basset hubo manifestaciones populares al grito de «¡Viva Basset, antes que Carlos III!».
La nueva política «moderada» del virrey Cardona fue ratificada por el propio archiduque Carlos cuando llegó a Valencia el 30 de septiembre de 1706, después de haber conseguido poner de su lado a todos los estados de la Corona de Aragón y ocupado brevemente Madrid en julio. El 10 de octubre Carlos, aclamado por la multitud, juraba solemnemente en la catedral de Valencia los Furs de València (Fueros de Valencia), siendo proclamado como rey con el nombre de Carlos III. El juramento dio lugar a «una gran fiesta de exaltación de la Casa de Austria: numerosas inscripciones, jeroglíficos laudatorios y pinturas que representaban la victoria de leones sobre gallos, en alusión a las casas de Austria y de Borbón, respectivamente, decoraban las calles».
Durante los cinco meses que residió en Valencia donde estableció su corte, el rey se ocupó del espinoso tema del pago de los derechos señoriales por los campesinos, acordando en una Junta celebrada el 29 de noviembre de 1706 que estos debían hacerlos efectivos ya que las exenciones concedidas por Basset habían sido hechas «sin orden ni licencia de Su Magestad» y, además, contravenían lo que «disponen los mismos fueros del Reyno, cuya observancia desea Su Magestad zelar por haverlos así jurado». Sin embargo, no adoptó ningún tipo de represalia contra los campesinos que pretendían el mantenimiento de las promesas de Basset y que hasta entonces no habían pagado los derechos señoriales.

## La batalla de Almansa y la derrota del austracismo

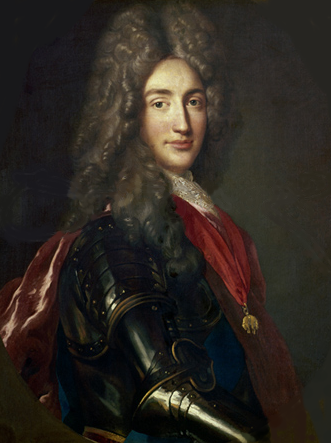
James Fitz-James, I duque de Berwick, hijo de Jacobo II de Inglaterra de la Casa de Estuardo.

Ante el avance de las tropas borbónicas del duque de Berwick, que ya habían ocupado Caudete,Petrel, Elda, Novelda y Elche, el rey con toda su corte abandona Valencia el 7 de marzo de 1707 y se dirige a Barcelona. Según un cronista de la época la decisión se debió a «que era muy aventurado que esperase los variados y gravísimos acontecimientos de la guerra en una ciudad tan mal fortificada i tan próximos los enemigos... Además en la provincia de Valencia no tenía ciudades bien fortificadas como en Cataluña para oponerlas al enemigo». Por similares razones también abandonaron la ciudad todos «los Nobles de su partido» y el propio virrey, el conde de Cardona, que fue sustituido por el conde de la Corzana. Las súplicas del gobierno de la ciudad y de la Generalidad Valenciana para que el rey permaneciera en Valencia no fueron escuchadas. En la partida de Valencia de Carlos III también influyó el clima de descontento social que se vivía en Valencia a causa de la decisión de revocar las medidas antiseñoriales dictadas por Basset y de la detención de este. Esta desmotivación por la causa austracista entre los maulets y los campesinos también explicaría, entre otras razones, el rápido éxito de la ofensiva borbónica tras la batalla de Almansa.
El 25 de abril de 1707 tuvo lugar la decisiva batalla de Almansa, en la entrada natural a Valencia desde Castilla. La victoria correspondió al ejército hispano-francés del duque de Berwick que derrotó al ejército aliado al mando del conde de Galway y del márques de Minas compuesto por 15 000 hombres, de los que 7 670 eran soldados portugueses, 4 800 ingleses y 1 400 holandeses, además de 250 alemanes y un centenar de hugonotes franceses. No intervinieron tropas valencianas y la clave de la victoria borbónica radicó en la superioridad de su caballería. Las bajas aliadas ascendieron a 7 000 hombres, con cuantiosas pérdidas materiales, de artillería y bagajes, y las borbónicas fueron 1 500 hombres. El duque de Orleans, jefe supremo de las fuerzas borbónicas, llegó a Almansa al día siguiente del triunfo y envió a Claude d'Asfeld a conquistar Játiva, mientras que él y Berwick se dirigirían a Valencia por Requena.
La noticia de la derrota de Almansa causó una gran intranquilidad en Valencia sobre todo cuando se vio que las tropas austracistas que se batían en retirada no se detenían en la ciudad para defenderla sino que continuaban su marcha hacia Cataluña. El gobierno de la ciudad envió una embajada a Alcira para suplicar a los generales austracistas que sus tropas permanecieran en Valencia dado que se encontraba en un peligro inminente pero no consiguieron su propósito. La noticia de la toma de Requena por los borbónicos el 4 de mayo, desató el pánico en la ciudad y muchos austracistas embarcaron hacia Barcelona o hacia las Islas Baleares. El virrey también huyó instalándose en Sagunto.
El 6 de mayo las tropas borbónicas al mando del duque de Orleans y del duque de Berwick que se encontraban muy cerca de Valencia enviaron un emisario para exigir su rendición. Al día siguiente el Consell General de la ciudad aprobó la entrega de la ciudad ya que estaba «sens defensa, sens caps y sens virrey» (sin defensa, sin jefes y sin virrey) —el Jurat en Cap Melcior Gamir argumentó, según un cronista, «que aquellos infelices habitantes que tanto habían hecho por el príncipe estaban ahora expuestos a las armas de los vencedores sin tener aún siquiera quien pactase la paz conservando la vida de los vencidos aunque les entregase la demás a los vencedores». Al conocerse la decisión del Consell se desató un motín en la ciudad que pudo ser controlado y la situación se calmó cuando llegaron los términos de las capitulaciones firmadas por el duque de Orleans en las se garantizaba la amnistía general y se concedían a la ciudad todos los privilegios que había tenido antes de Felipe V. El 8 de mayo entraban en Valencia solo una parte de las tropas borbónicas, ya que el grueso de las mismas se decidió que permanecieran fuera de las murallas con el fin de evitar el saqueo y sobre todo el enfrentamiento con la población que estaba indignada. Cuando entró en la ciudad el duque de Berwick el 11 de mayo hizo una primera advertencia de lo que podían esperar la ciudad y el Reino del nuevo poder borbónico:

Este Reyno ha sido rebelde a Su Magestad [Felipe V] y ha sido conquistado, haviendo cometido contra Su Magestad una grande alevosía, y assí no tiene más privilegios ni fueros que aquellos que su Magestad quisiere conceder en adelante

El 12 de junio Játiva era saqueada, incendiada y arrasada por orden de D'Asfeld como castigo por la «grande obstinación y rebeldía» de sus habitantes —Játiva había resistido el asedio durante más de un mes— y para que sirviera de ejemplo para el resto de poblaciones que todavía no se habían rendido a los borbónicos —hasta el nombre de la ciudad de Játiva, la segunda en importancia del reino, fue cambiado por el de San Felipe, en honor del rey borbónico—. El propio D'Asfeld narraba así el asalto:

Entrándose espado en mano en la ciudad, y pasando a cuchillo a todos cuantos han hallado que la defendían, hasta en un convento y dos iglesias, experimentando todos el último precipicio de su bárbara resolución [de resistir]

A pesar de la acción brutal sobre Játiva, «que generó aún más rechazo a los borbónicos entre los valencianos», la resistencia austracista en el reino aún se mantuvo durante algunos meses. En enero de 1708 caía Alcoy —donde fueron ejecutados centenares de presos—, en noviembre Denia —a donde el rey Carlos III había enviado a Basset después de indultarlo para que organizara su defensa— y en diciembre Alicante, aunque un contingente británico compuesto por 800 hombres aún resistió en el castillo de Santa Bárbara, bajo un duro asedio borbónico, hasta el 19 de abril de 1709. Aunque esto puso fin a la guerra en el reino de Valencia, las tropas borbónicas fueron hostigadas por partidas de migueletes austracistas que se mantuvieron activas hasta la caída de Barcelona, y que fueron especialmente activas a lo largo de 1710 cuando los éxitos del Archiduque en Aragón y su segunda entrada en Madrid, auguraban la posible reconquista del reino por los austracistas, lo que nunca sucedió.

## La represión borbónica y el Decreto de Nueva Planta: el fin del Reino de Valencia

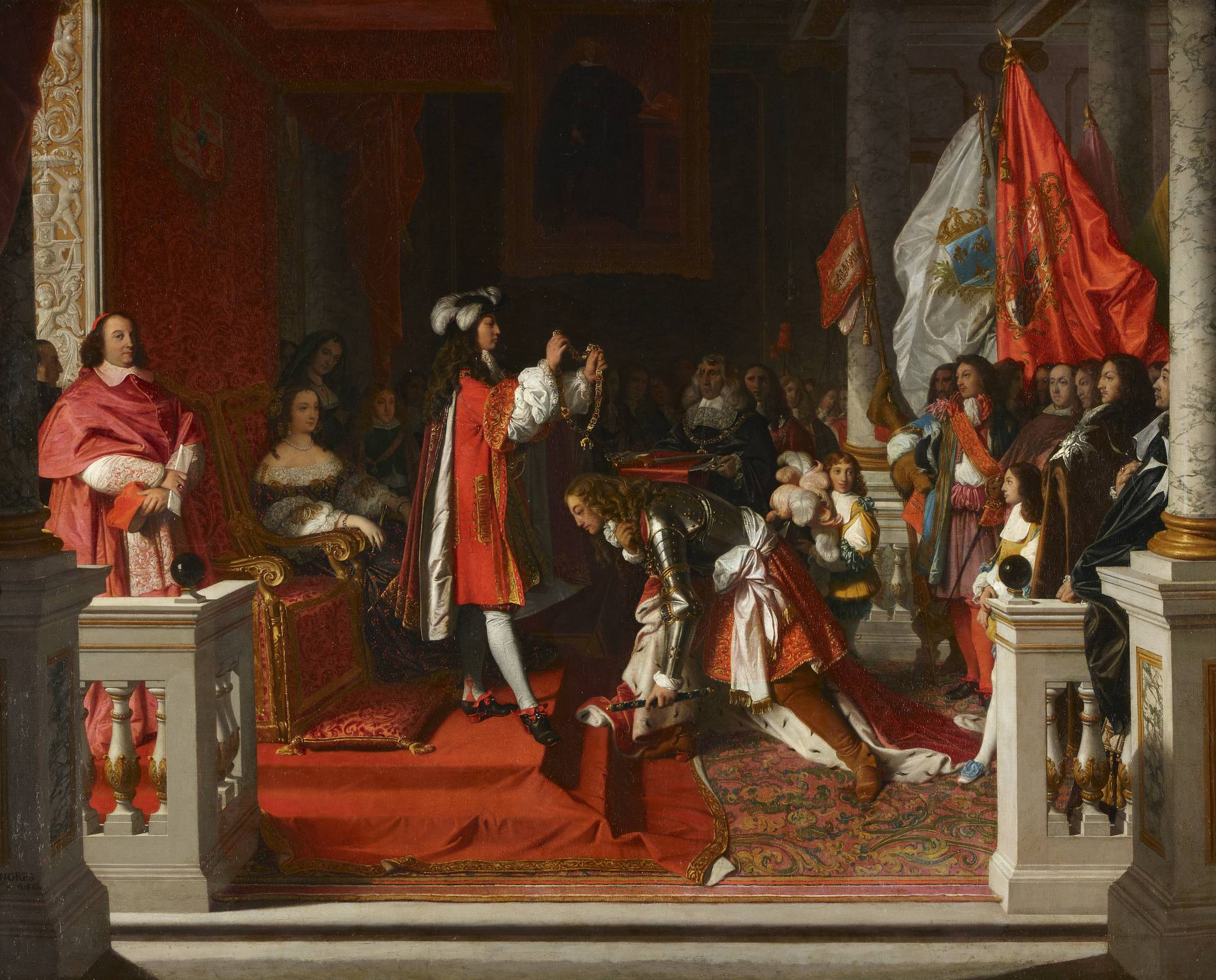
Felipe V de España nombrando a James Fitz-James, duque de Liria y Jérica, después de la batalla de Almansa.

Tras la rendición de Valencia —tres semanas después de la derrota del ejército del archiduque Carlos en la batalla de Almansa del 25 de abril de 1707— Felipe V se negó a nombrar un nuevo virrey a pesar de las peticiones que le hicieron los jurats de la ciudad y designó al duque de Berwick comandante general del Reino de Valencia eludiendo de esa forma el juramento de los Fueros de Valencia que tradicionalmente realizaba el virrey al acceder al cargo. Esto le permitió al duque ejercer la máxima autoridad del reino sin tener que ajustarse a las leyes que lo regían, como en seguida se demostró. Así tras ser ampliada su jurisdicción al Reino de Aragón —que también había sido ocupado por las tropas borbónicas— y al Principado de Cataluña —una pequeña parte del cual también había sido ocupada— delegó sus funciones para el Reino de Valencia en el francés Claude d'Asfeld, conocido por su brutal actuación en el sitio de Játiva, y nombró a otro militar, el castellano Antonio del Valle, como suprema autoridad de la ciudad, al que debían someterse los jurats —por lo que Valencia quedaba bajo control militar—, y al también castellano Baltasar Patiño y Rosales, marqués de Castelar, como jefe de las finanzas del reino por encima de las atribuciones del batle general y del mestre racional, y que en seguida decretó exorbitantes impuestos, sin seguir el procedimiento establecido por los Fueros, destinados a cubrir las necesidades del ejército de ocupación. El duque de Berwick también nombró a otro castellano, José de Pedrajas, como máximo responsable de los bienes confiscados durante la etapa austracista y de los que se iban a confiscar a los partidarios del archiduque Carlos, asumiendo así funciones que correspondían a la Audiencia de Valencia. De esta forma Berwick dejó sin efecto los Furs por la vía de los hechos.
El desmantelamiento de facto del entramado institucional y legal de la ciudad y del reino de Valencia se completó el 3 junio con una real carta en la que fue suprimida la Junta de Contrafurs o Junta d'Electes dels estaments, que era el órgano de representación de los tres estamentos o braços de las Corts —eclesiástico, militar o nobiliario, y real—. Dos días después Felipe V nombraba a los nuevos seis jurats de la ciudad, saltándose el procedimiento insaculatorio establecido en los Furs, quienes, a pesar de ser conocidos felipistas, siguieron bajo la autoridad militar del mariscal de campo Antonio del Valle, y con unas competencias muy recortadas —por ejemplo no podían convocar al Consell General, máximo órgano deliberativo de la ciudad—. En el mismo decreto nombró a los nuevos miembros de la Diputación del General del Reino de Valencia, cuyas competencias también fueron recortadas, limitándose a la administración del impuesto llamado Generalitats.

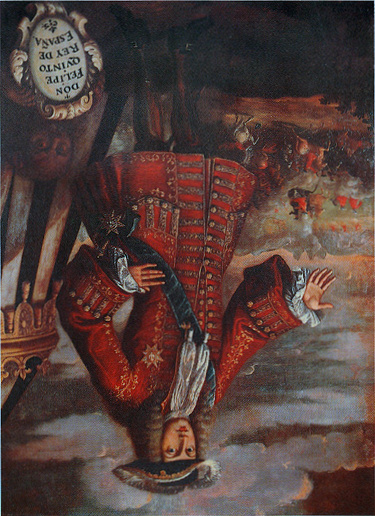
Retrato de Felipe V, cabeza abajo, tal como está expuesto en el Museu de l'Almodí de Játiva, como protesta por el incendio de la ciudad en mayo de 1707 como castigo por haber resistido al ejército borbónico al mando de D'Asfeld.

Como ha señalado la historiadora Carme Pérez Aparicio, «los valencianos, incluidos los borbónicos, fueron conscientes del peligro que los amenazaba y, a lo largo de todo el mes de mayo, se sucedieron las cartas y las súplicas al rey, solicitando el perdón para la ciudad y el nombramiento de un virrey». El indulto solicitado de que «admitiera este Reyno bajo la gloria de su obediencia» llegó el 8 de junio mediante una carta del rey fechada el día 5 en que se concedía a los valencianos «perdón general del referido delito, indultándoles de la vida y demás penas corporales de que se hicieron reos». Pero con esta contestación, «se dejaba la puerta abierta a la abolición de los fueros, a las confiscaciones de bienes y al exilio» -además de que Felipe V no cumplió su promesa de indulto «de la vida» ya que la pena de muerte se aplicó a los austracistas, incluso en casos en que era dudosa su participación en la rebelión—.
Las nuevas autoridades borbónicas también tomaron medidas para acabar con la resistencia de los austracistas, que ya se hizo patente en el Te Deum que se celebró en la catedral de Valencia para celebrar la entrada de las tropas borbónicas —y que estuvo presidido por el duque de Berwick— en el que hubo gritos en favor de Carlos III el Archiduque. La intranquilidad aumentó cuando llegó a la ciudad la noticia de que Joan Baptista Basset había sido puesto en libertad y se dirigía a Valencia para liberarla, aunque su destino era Denia. Así las autoridades ordenaron la entrega de las armas bajo pena de muerte pero la medida no fue muy efectiva ya que, según relata un cronista, «se presentaron muy pocas, destruyeron algunas y ocultaron las demás por el peligro de una guerra». Incluso un bando prohibió que los niños jugaran a «maulets i botiflers».
Al mismo tiempo, se llevó a cabo una durísima represión contra los austracistas, recurriendo incluso a la colaboración de la Inquisición. Muchos fueron detenidos y encarcelados a pesar del indulto de Felipe V, y se embargaron el dinero, las rentas y los derechos de todos ellos y de los que estaban ausentes —labor en la que destacó Melchor de Macanaz quien en octubre de 1707 fue nombrado juez de confiscaciones del reino de Valencia, y cuyos métodos expeditivos, que incluyeron los bienes de los eclesiásticos, le llevaron a un duro enfrentamiento con el arzobispo de Valencia Folch de Cardona, quien acabaría huyendo a Barcelona para sumarse a las filas austracistas, mientras Felipe V destinó a Macanaz a otro lugar—.
Los austracistas denunciaron en repetidas ocasiones la represión ejercida sobre los reinos de Valencia y de Aragón. En un escrito de 1710 se decía:

Robos, saqueos, incendios, estragos, atrocidades, tiranías y sacilegios executaron los enemigos en Valencia y Aragón... en Valencia duró más de tres años la persecución con el mismo furor y estrago que al principio, pues no cesó la horca semana alguna en que no se viesen diez y doce en ella que excedieron el número de tres mil hombres los que padecieron semejante castigo, que parecía querer reducir a desierto las ciudades llevando la máxima de contener con el rigor y el miedo aquellos naturales

«Las nuevas medidas tomadas por los ministros de Felipe en los dos meses siguientes a la entrada en Valencia... pretendían impedir el funcionamiento de los órganos tradicionales de gobierno, el sometimiento del territorio a la jurisdicción militar, la incorporación de Valencia al sistema impositivo castellano —pero sin abolir el sistema ya existente, sino duplicando las cargas—, y la persecución de los disidentes. El paso siguiente —¿quién podría extrañarse?- seria la abolición de los Furs».